# Ely, Nevada
Ely (pronunție IPA, ˈiːli, rimând cu adverbul "liber," "freely") este cea mai mare localitate și sediul]] comitatului White Pine, statul Nevada, Statele Unite ale Americii.GR6  Conform recensământului efectuat de United States Census Bureau în  anul 2000, populația localității era de 4.041 de locuitori.  Ceasul cunoscut sub numele de Clock of the Long Now urmează a fi instalat lângă Ely.

## Istoric
Ely a fost un oraș minier care a cunoscut tribulațiile dezvoltării explozive și apoi ale căderii rapide în anonimat, precum multe alte localități din vestul Statelor Unite. Inițuial, Ely a fost locul mai multor companii de exploatare a cuprului, dintre care Kennecott a fost cea mai faimoasă. Datorită căderii pieței internaționale a cuprului de la mijlocul anilor 1970, atât compania Kennecott cât și altele au stopat producția locală total afectând dezastros economia locală.

## Geografie
Altitudinea la care se află orașul Ely este de aproximativ 1962 m. Temperatura medie este de 7° C din cauza altitudinii. Precipitațiile anuale totale: 256 mm.

## Climat
| Luna                 | Ian. | Fev. | Mar. | Apr. | Mai. | Jun. | Jul. | Aug. | Sept. | Oct. | Nov. | Dec. |
| -------------------- | ---- | ---- | ---- | ---- | ---- | ---- | ---- | ---- | ----- | ---- | ---- | ---- |
| Temperaturi (în °C)  | 4,1  | 1,4  | 1,4  | 5,3  | 10,3 | 15,3 | 19,7 | 18,6 | 13,5  | 7,7  | 1,2  | 3,6  |
| Precipitații (în mm) | 18   | 18   | 25   | 25   | 28   | 23   | 18   | 20   | 25    | 23   | 18   | 18   |

## Demografie
Evoluția demografică
| 1890 | 1900 | 1910  | 1920  | 1930  | 1940  | 1950  | 1960  | 1970  | 1980  | 1990  | 2000  | 2007  |
| ---- | ---- | ----- | ----- | ----- | ----- | ----- | ----- | ----- | ----- | ----- | ----- | ----- |
| 203  | 525  | 2.055 | 2.090 | 3.045 | 4.140 | 3.558 | 4.018 | 4.176 | 4.882 | 4.756 | 4.041 | 4.008 |

## Rezidenți notabili
- Pat Nixon, soția fostului președinte american Richard M. Nixon, respectiv Prima Doamnă (conform engleză First Lady) s-a născut în Ely la 16 martie 1912.

## Transporturi

### Transporturi aeriene
Zborurile comerciale sunt deservite de Ely Airport. 

### Drumuri
Drumuri importante includ și
- U.S. Route 6,
- U.S. Route 50 -  Ely se găsește în extremitatea estică a porțiuni drumului național US 50, cunoscut și ca Drumul cel mai singur(atec)/izolat din America (conform originalului, "The Loneliest Road in America") și
- U.S. Route 93.

Drumul național istoric Lincoln Highway, primul drum construit cu scopul de a traversa Statele Unite de la est la vest, trecea prin Ely, intrând în localitate dinspre nord, coincizând astăzi cu U.S. Route 93, respectiv părăsea orașul spre vest, concizând astăzi cu U.S. Route 50.
În termeni de distanțe, Ely se găsește la 156 km (sau 97 de mile) est de Eureka, Nevada, la 246 km (sau 153 de mile) vest de Delta, Utah, la 168 km (sau 105 mile) nord de Pioche, Nevada, la 224 km (sau 139 de mile) sud de Wells, Nevada, respectiv la 193 km (sa la 120 de mile) sud de West Wendover, Nevada. 